# Station Niechorze
Station Niechorze is een station in de Poolse plaats Niechorze aan de smalspoorlijn naar Gryfice. Het wordt sinds 2014 alleen nog gebruikt voor toeristisch verkeer.